# Ивич, Иван
Иван Ивич (серб. Иван Ивић; 20 февраля 1935, Црна-Трава, Королевство Югославия) — сербский психолог, доктор психологических наук и преподаватель Белградского университета.

## Биография
Вырос и закончил основную школу в Црна-Траве, учился в младших классах гимназии в городе Ниш, закончил гимназию в Скопье. Получил диплом на отделении психологии Философского факультета Белградского университета в 1959 году. На этом же отделении позднее становится сотрудником на направлении «Детская психология», а в 1962 году работает ассистентом. В 1971 году заканчивает специализацию у Жана Пиаже в Институте Руссо в Женеве. В 1975 году защищает докторскую диссертацию на тему «Истоки и развитие символической функции у детей». В последующие годы работает преподавателем (серб. ванредни профессор) предмета «Развитие ранней психологии», а в 1987 году работает в должности преподавателя (серб. професор) Философского факультета в Белградском университете.
Его докторская диссертация опубликована в 1978 году в серии «Созвездия» издательства «Нолит» под названием «Человек как animal symbolicum» (серб. Čovek kao animal symbolicum). Книга переведена на русский язык и опубликована в Казани в 2016 году в научной редакции и с предисловием проф. др. В. Т. Кудрявцева (заведующий кафедрой теории и истории психологии Института психологии им. Л. С. Выготского РГГУ, главный научный сотрудник Института психолого-педагогических проблем детства РАО, советник директора Федерального института развития образования). Также, дополненное издание книги представлено на Научном съезде психологов в 2016 году.
Свое научное исследование Иван Ивич посвящает интеллектуальному развитию и способности детей к обучению. Работает в должности руководителя Института психологии; председателя Программного комитета Мировой организации дошкольного воспитания; руководителя международного проекта «Антология традиционных детских игр», который реализован в рамках Мировой организации дошкольного воспитания и помощи при ЮНЕСКО; представителя Югославии в образовательном Комитете в ОЭСР в Париже; члена Совета Просвещения Сербии. Является инициатором Совета по правам ребёнка при правительстве Сербии и членом этого совета с 2004 года. Также является президентом организации «Друзья детей Сербии», старейшей и важнейшей организации, которая занимается общественным положением детей и их правами.
В. Т. Кудрявцев называет Ивана Ивича «классиком культурно-исторической и … теоретико-деятельностной психологии, …основы которых заложены отечественными психологами Л. С. Выготским, А. Н. Леонтьевым, А. Р. Лурией, Д. Б. Элькониным, А. В. Запорожцем, П. Я. Гальпериным, В. В. Давыдовым, одним из ведущих продолжателей их традиций за рубежом».
Иван Ивич был редактором библиотеки «Современные психологические знания о детях» в Комитете по учебным материалам (серб. «Завод за уџбенике») и членом издательского комитета «Психологической библиотеки» издательства «Нолит».
В ходе многолетней работы обучил 42 поколения психологов, особенно в области детской психологии. Под его научным руководством защищены 25 магистерских и 25 докторских диссертаций в области психологии развития. Им опубликовано свыше 100 научных работ в сербских и иностранных журналах, 7 книг, в которых он является первым автором или соавтором, а также ряд пособий, связанных с методами обучения.
Живёт и работает в Белграде. Несмотря на свой преклонный возраст, др. И. Ивич активно участвует в общественной жизни Сербии.

## Работы
- Человек как animal symbolicum. Развитие символических способностей, Белград, 1978, 2015[9]
- Развитие и измерение интеллекта, Белград, 1981
- Воспитание детей раннего возраста, Белград, 1983, 1986
- Traditional Games and Children of today (Традиционные игры и современные дети), Лондон, 1986
- Comprehensive Analysis of Primary Education in the Federal Republic of Yugoslavia, UNICEF, 2001
- Active learning: manual for implementation of active learning — teaching methods, Белград, 2002
- Воспитание детей раннего возраста, 2010

## Награды
- Октябрьская награда города Белграда, 1976
- Награда города Белграда, 2008
- Vitez poziva, 2009